# Alcocer de Planes
Alcocer de Planes (tiếng Valencia, Alcosser de Planes) là một đô thị tự quản ở Comunidad Valenciana, Tây Ban Nha. Đô thị này tọa lạc ở phía bắc tỉnh Alicante, trong comarca Condado de Cocentaina. Dân số 241 người (INE 2013).